# Alfred Sant
Alfred Sant (Pietà, 1948) es un diplomático y político maltés, fue el primer ministro de Malta entre el 1996 y el 1998.
Sant se graduó en Física y Matemática en la Universidad de Malta el 1967 y obtuvo el Mestrado en Física el año siguiente. Él estudió Administración y Diplomacia en el I.I.A.P. (Institut International d’Administration Publique) en París. Entre el 1970 y el 1975 Sant trabajó como segundo y después primer secretario de la misión de Malta junto a la Comunidad Económica Europea en Bruselas.